# Андріївка (Старобешівська селищна громада)
Андрі́ївка — село Старобешівської селищної громади Кальміуського району Донецької області, Україна. Населення становить 6 осіб (2001).

## Загальні відомості
Відстань до райцентру становить близько 15 км і проходить автошляхом місцевого значення.
Землі села межують із територією с. Михайлівка Донецького району Донецької області.
Із 2014 р. внесено до переліку населених пунктів на Сході України, на яких тимчасово не діє українська влада.

## Цікаві факти
Місцевий житель О. Гололобов створив на даху свого будинку скульптурну групу, яка зображувала вояків різних армій, що воювали на землях України. Ймовірно, її зруйнували під час окупації.

## Населення
За даними перепису 2001 року населення села становило 6 осіб, із них 100 % зазначили рідною мову українську.